# Tatla West Indian Reserve 11
Tatla West Indian Reserve 11 är ett reservat i Kanada.   Det ligger i provinsen British Columbia, i den centrala delen av landet, 3 700 km väster om huvudstaden Ottawa. Tatla West Indian Reserve 11 ligger vid sjön François Lake.
I omgivningarna runt Tatla West Indian Reserve 11 växer i huvudsak barrskog. Trakten runt Tatla West Indian Reserve 11 är nära nog obefolkad, med mindre än två invånare per kvadratkilometer.